# Akademska godina
Akademska godina vremensko je razdoblje od početka nastave do glavnih praznika. Označava time godišnji ciklus obrazovnog procesa u obrazovnim ustanovama, ponajviše fakultetima, no u nekim zemljama pojam se koristi i za škole.
U pravilu, akademska godina (obrazovni ciklus) traje 9 – 10 mjeseci i počinje u različitim zemljama krajem kolovoza / početkom rujna ili početkom listopada, a završava krajem svibnja / početkom lipnja ili u srpnju, a negdje i u rujnu. Završni ispiti održavaju se od početka lipnja do kraja rujna, ovisno o zemlji. Označava se brojevima dviju uzastopnih kalendarskih godina u kojima se odvija. Na primjer: »akademska godina 2024./'25.«
Akademska godina posljedica je toga što većina obrazovnih ustanova srednjega, višega i visokoga obrazovanja radi na godišnjoj bazi. U Hrvatskoj ciklus obrazovanja počinje početkom rujna u školama, a početkom listopada na fakultetima i u višim školama. 

## Razdoblja
U visokom obrazovanju, akademsko vrijeme podijeljeno je na teoretsko osposobljavanje, praktično osposobljavanje, ispitne rokove, pripremu i obranu diplomskog rada i drugo.
Akademska godina, ne računajući ljetne praznike, podijeljena je na manje cikluse: na dva polugodišta ili u nekim zemljama na kvartale, tj. tromjesečja. Za akademsku godinu u cjelini daje se konačna ocjena uspjeha iz svake akademske discipline.

## Dijelovi
- Semestar (francuski: semestre, od latinskog sēmestris, 'šest mjeseci') oznaka je za polugodište u višim i visokim obrazovnim ustanovama. Semestar obično uključuje i praznike. Ovisno o zemlji, a ponekad i o sveučilištu/školi, semestri se razlikuju po datumima početka/završetka i ravnoteži između studija/slobodnog vremena i posla.[2] U Hrvatskoj se tipično dijele na zimski (od listopada do veljače) i ljetni (od ožujka do srpnja) semestar.

- Tromjesečje (latinski: trimestris, 'tri mjeseca') dio je akademske godine u obrazovnim ustanovama nekih zemalja (na primjer, u Velikoj Britaniji, dijelu SAD-a, Meksiku i Rusiji). Trajanje trimestra je 10 – 12 tjedana.

- Bimestar (od latinskog bi-, 'dva-') prilično je rijedak format koji koriste neke gimnazije i sveučilišta. Godina je podijeljena u pet akademskih razdoblja (bimestara) od po sedam tjedana, s pet praznika od dva tjedna između njih. Akademska godina traje 10 mjeseci.

- Modul – godina je podijeljena u 6 dijelova, koji traju 5 – 6 tjedana, a praznici traju tjedan dana.